# Togo hívójelkörzetei
Togo jelenleg (2024) nincs felosztva hívójelkörzetekre.
A Togo számára az ITU a 5V hívójelprefixet határozta meg.
Franciaország fennhatósága alatt az FD8 hívójelprefixet használták.
| Prefix | Körzet | Hely/jelleg                                             | ITU zóna | CQ zóna | 1 szintű QTH lokátor |
| ------ | ------ | ------------------------------------------------------- | -------- | ------- | -------------------- |
| 5V     | [0..9] | Togo                                                    | 46       | 35      | JK, JJ               |
| FD     | 8      | Kivezetve, Franciaország fennhatósága alatt használták. | 46       | 35      | JK, JJ               |

## Lajstromjel
Vízi és légi járművek lajstromjelezéséhez a 5V prefixet használják.